# Danmark ved sommer-OL 1948
Danmark deltog i sommer-OL 1948 i London, Storbritannien med 179 atleter, 159 mænd og 20 kvinder. Deltagelsen udmøntede sig i et rekordstort medaljeantal på i alt tyve fordelt på fem guld-, syv sølv- og otte bronzemedaljer.

## Deltagere

### Atletik
- Niels Holst-Sørensen, 800 meter løb
- Herluf Christensen, 800 meter løb
- Erik Jørgensen, 1500 meter løb
- Ingvard Nielsen, 1500 meter løb
- Aage Poulsen, 5000 meter løb
- Henning Larsen, maratonløb
- Alf Olesen, 3000 meter forhindringsløb
- Preben Larsen, trespring
- Svend Aage Frederiksen, hammerkast
- Poul Cederquist, hammerkast
- Bente Bergendorff, 100 meter løb og 4 x 100 meterløb
- Grethe Lovsø Nielsen, 100 meter løb og 4 x 100 meterløb
- Birthe Nielsen, 100 meter løb og 4 x 100 meterløb
- Hildegard Nissen, 4 x 100 meterløb
- Anne Iversen, højdespring
- Lily Carlstedt, spydkast

### Boksning
- Erik Thastum, bantamvægt
- Svend Aage Sørensen, fjervægt
- Svend Wad, letvægt
- Christian Christensen, weltervægt
- Martin Hansen, mellemvægt
- Erik Jensen, letsværvægt

### Brydning
- Svend Aage Thomsen, græsk-romersk brydning, fluevægt (52 kg)
- Abraham Kurland, græsk-romersk brydning, letvægt (67 kg)
- Christian Henrik Hansen, græsk-romersk brydning, weltervægt (73 kg)
- Erling Lauridsen, græsk-romersk brydning, letsværvægt (87 kg)

### Cykling
- Axel Schandorff, 1000 m på tid, sprint
- Evan Klamer og Hans Edmund Andresen, tandem 2000 m
- Benny Schnoor, hold 4000 m
- Max Jørgensen, hold 4000 m
- Børge Gissel, hold 4000 m
- Børge Mortensen, hold 4000 m
- Børge Saxild Nielsen, landevejsløb
- Rudolf Rasmussen, landevejsløb
- Kristian Petersen, landevejsløb
- Knud Erik Andersen, landevejsløb

### Fodbold
- Herrelandsholdet
  - Eigil Nielsen
  - Viggo Jensen
  - Knud Børge Overgaard
  - Axel Pilmark
  - Dion Ørnvold
  - Ivan Jensen
  - Johannes Pløger
  - Knud Lundberg
  - Carl Aage Præst
  - John Hansen
  - Jørgen Leschly Sørensen
  - Holger Seebach
  - Karl Aage Hansen

### Fægtning
- Karen Lachmann, fleuret
- Grete Olsen, fleuret
- Kate Mahaut, fleuret
- Ivan Ruben, fleuret (hold og individuelt) og sabel
- Aage Leidersdorff, fleuret (hold og individuelt) og sabel
- Ole Albrechtsen, fleuret (hold og individuelt) og kårde (hold)
- Tage Jørgensen, fleuret (hold)
- Flemming Vøgg, fleuret (hold)
- Ivan Osiier, fleuret (hold) og sabel
- Mogens Lüchow, kårde (individuelt og hold)
- Ib Nielsen, kårde (individuelt og hold)
- René Dybkjær, kårde (individuelt og hold)
- Kenneth Flindt, kårde (hold)
- Erik Thorvald Andersen, kårde (hold)
- Jakob Lyng, kårde (hold)

### Gymnastik
- Landsholdet:
  - Poul Erik Jessen
  - Elkana Grønne
  - Freddy Jensen
  - Arnold Thomsen
  - Vilhelm Møller
  - Volmer Thomsen
  - Gunner Olesen
  - Børge Minerth

### Hockey
- Herrelandsholdet:
  - Preben Blach
  - Ernest Bohr
  - Jens Otto Busch
  - Eigil Hansen
  - Robert Hansen
  - Vagn Hovard
  - Robert Jensen
  - Niels Egon Johansen
  - Svend Marius Jørgensen
  - Vagn Loft
  - Anders Erling Nielsen
  - Jørgen Boye Nielsen
  - Poul Moll Nielsen
  - Poul Henrik Sørensen
  - Hjalmar Thomsen
  - Mogens Venge

### Kano og kajak
- Bernhard Jensen og Ejvind Hansen, toerkajak 1000 m
- Knud Ditlevsen, enerkajak, 10.000 m
- Karen Hoff, enerkajak 500 m
- Frederik Kobberup Andersen, enerkajak 1000 m
- Alfred Christensen og Finn Rasmussen, toerkajak 10.000 m

### Ridning
- Jeppe Johannes Ladegaard-Mikkelsen, ridebanespringning
- Otto Mønsted Acthon, ridebanespringning
- Torben Tryde, ridebanespringning
- Erik Carlsen, military (individuelt og hold)
- Kai Aage Krarup, military (individuelt og hold)
- Niels Mikkelsen, military (individuelt og hold)

### Roning
- Ebbe Parsner og Aage Ernst Larsen, dobbeltsculler
- Jørgen Snogdahl og Ole Søren Jensen, toer uden styrmand
- Helge Halkjær, Axel Bonde Hansen, Helge Schrøder og Ib Larsen, firer uden styrmand
- Finn Pedersen, Tage Henriksen og Carl-Ebbe Andersen, toer med styrmand
- Erik Christian Larsen, Børge Nielsen, Henry Larsen, Harry Knudsen og Ib Olsen, firer med styrmand
- Charles Willumsen, Ib Nielsen, Niels Rasmussen, Jens Gerhardt Sørensen, Jarl Emcken, Poul Korup, Børge Hougaard Petersen, Kaj Holger Larsen og Niels Alfred Wamberg, otter

### Sejlsport
- Troels la Cour, René la Cour, Bruno Clausen, Hans Sørensen og Svend Iversen, seksmeterklassen
- William Berntsen, Ole Berntsen og Klaus Baess, drage
- Johan Rathje og Naalli Petersen, swallow
- Paul Elvstrøm, firefly

### Skydning
- Axel Lerche, 25 m pistol
- Charles Villholth, 25 m pistol
- Gregers Münter, 25 m pistol
- Gustaf Nielsen, 50 m riffel, 300 m fri riffel
- Erik Sætter-Lassen, 50 m riffel (også anmeldt i 300 m fri riffel, men deltog ikke)
- Børge Christensen, 50 m riffel
- Uffe Larsen, 300 m fri riffel

### Svømning
- Fritze Nathansen, 100 m fri, 400 m fri, 4 × 100 m fri
- Karen Margrethe Harup, 100 m fri, 400 m fri, 100 m rygsvømning, 4 × 100 m fri
- Greta Andersen, 100 m fri, 400 m fri, 4 × 100 m fri
- Eva Arndt-Riise, 4 × 100 m fri
- Elvi Svendsen, 4 × 100 m fri
- Jytte Hansen, 200 m brystsvømning.

### Udspring
- Thomas Knud Christiansen, tårnspring, udspring 3 meter
- Birte Christoffersen, tårnspring, udspring 3 meter

### Vægtløftning
- Johan Runge, fjervægt
- Jørgen Fryd Petersen, letvægt
- Jørgen Moritzen, mellemvægt
- Niels Petersen, sværvægt

## Medaljer
| Medalje | Navn | Sport                  | Disciplin             |
| ------- | --- | ---------------------- | --------------------- |
| Guld    | Karen Hoff | Kano og kajak          | 500 m enerkajak       |
| Guld    | Finn Pedersen Tage Henriksen Carl-Ebbe Andersen | Roning                 | Toer med styrmand     |
| Guld    | Paul Elvstrøm | Sejlsport              | Firefly               |
| Guld    | Karen Margrethe Harup | Svømning               | 100 m rygsvømning     |
| Guld    | Greta Andersen | Svømning               | 100 m fri             |
| Sølv    | Frederik Kobberup Andersen | Kano og kajak          | 1000 m enerkajak      |
| Sølv    | Ejvind Hansen Bernhard Jensen | Kano og kajak          | 1000 m toerkajak      |
| Sølv    | Karen Lachmann | Fægtning               | Fleuret, individuelt  |
| Sølv    | Ebbe Parsner Aage Ernst Larsen | Roning                 | Dobbeltsculler        |
| Sølv    | Helge Halkjær Axel Bonde Hansen Helge Schrøder Ib Larsen | Roning                 | Firer uden styrmand   |
| Sølv    | Karen Margrethe Harup | Svømning               | 400 m fri             |
| Sølv    | Eva Arndt-Riise Karen Margrethe Harup Greta Andersen Fritze Nathansen | Svømning               | 4×100 m fri           |
| Bronze  | Lily Carlstedt | Atletik                | Spydkast              |
| Bronze  | Svend Wad | Boksning               | Letvægt (58-62 kg)    |
| Bronze  | Axel Schandorff | Banecykling            | Sprint                |
| Bronze  | Birte Christoffersen | Udspring               | Tårnspring (10 m)     |
| Bronze  | Landsholdet: Eigil Nielsen Viggo Jensen Knud Børge Overgaard Axel Pilmark Dion Ørnvold Ivan Jensen Johannes Pløger Karl Aage Hansen Knud Lundberg John Hansen Carl Aage Præst John Angelo Hansen Holger Seebach Jørgen Leschly Sørensen | Fodbold                |                       |
| Bronze  | Erik Christian Larsen Børge Nielsen Henry Christian Larsen Harry Knudsen Ib Olsen | Roning                 | Firer med styrmand    |
| Bronze  | William Berntsen Ole Berntsen Klaus Baess | Sejlsport              | Drage                 |
| Bronze  | Henrik Hansen | Græsk-romersk brydning | Weltervægt (67-73 kg) |

## Resultater

### Atletik
I atletik var Aage Poulsen første danske sportsmand i aktion i 5000 meter løb. Der var store forhåbninger til, at han skulle kvalificere sig til finalen, idet han en måneds tid før legene havde sat ny dansk rekord med tiden 14.32,6. I sit indledende løb lå han pænt placeret, indtil der manglede tre omgange. Da vaklede han pludselig ind på græsset ved siden af banen og faldt om med et hedeslag. Dermed var hans deltagelse slut.
Svend Aage Frederiksen deltog i hammerkast, hvor hans kast på 51,34 m i indledende runde bragte ham i finalen. Her her lykkedes det ham ikke at forbedre sig, og han sluttede som nummer ti. Poul Cederquist deltog ligeledes i disciplinen, men han nåede med et kast på 48,17 ikke finalen og blev nummer femten.
Spydkasteren Lily Carlstedt havde først kvalificeret sig tre uger før legene, hvor hun satte dansk rekord med 42,17 m. Under den indledende konkurrence, hvor hver deltager fik tre kast, var Carlstedt med sine to første kast et stykke fra toppen, men med det tredje kast bragte hende op på andenpladsen. Alle femten deltagere kvalificerede sig til finalen, hvor de fik tre ekstra kast, og Carlstedts tredje forsøg betød en lille forbedring fra den indledende runde. Samtidig havde østrigske Herma Bauma forbedret sig så meget under finalerunden, at hun overhalede både Carlstedt og den hidtil førende finne Kaisa Parviainen og satte olympisk rekord med 45,57 m. Carlstedts bedste kast var på 42,08 m og sikrede hende bronzemedaljen, den blot tredje danske OL-medalje i atletik på dette tidspunkt.
I 800 meter løb var der to danske deltagere, Niels Holst-Sørensen og Herluf Christensen. Sidstnævnte deltog i andet indledende heat, hvor han uheldigvis blev ramt af en konkurrent og faldt om. Det viste sig, at han havde brækket højre ben to steder, hvorfor hans deltagelse var slut. Holst-Sørensen deltog i tredje heat, som han vandt i tiden 1.54,2. I semifinalen nåede han akkurat den tredjeplads, der sikrede ham en plads i finalen, hvor han endte sidst af de ni deltagere.
Trespring begyndte med en runde for alle deltagere, hvor alle, der sprang mindst 14,50 m kvalificerede sig til finalen. Danske Preben Larsen sprang i sit første forsøg 14,52 og var dermed klar til finalen. Her fik hver atlet først tre spring, hvorpå de bedste seks fik yderligere tre forsøg. Larsen sprang 14,78 m og blev nummer fem i første etape. I sidste omgang havde han et spring på 14,83, hvilket gav en fjerdeplads.
I 3000 meter forhindringsløb var danskeren Alf Olesen med, og han blev nummer fem i sit indledende heat i tiden 9.34,8, hvilket ikke rakte til finaledeltagelse. Hans uofficielle placering blev nummer fjorten af 26 deltagere.
Kvindernes 4 x 100 meterløb havde dansk deltagelse ved Grethe Lovsø Nielsen, Bente Bergendorff, Birthe Nielsen og Hildegard Nissen. Danskerne kvalificerede sig problemfrit til finalen som toer i sit heat. I finalen førte danskerne til tredje skift, men måtte til slut tage til takke med en placering som nummer fem i tiden 48,2 – en tiendedel sekund langsommere end i indledende heat.
Erik Jørgensen var dansk deltager i 1500 meter løb, og han klarede sig sikkert til finalen som toer i sit indledende heat. Her blev han nummer otte af de tolv deltagere. Hans finaletid var 3.56,0. Ingvard Nielsen deltog også i disciplinen, men kvalificerede sig ikke fra indledende runde. Han blev nummer syv i sit heat i tiden 4.01,7.
De tre førstnævnte fra 4 x 100 meter deltog også i 100 meter løb, og de formåede alle at kvalificere sig til semifinalerne. Denne runde blev endestationen for alle tre, idet Lovsø Nielsen blev treer i sit heat, Bergendorff blev firer i sit heat, og Birthe Nielsen blev firer i sit heat, hvor de to bedste fra de tre heats kvalificerede sig til finalen.
I maratonløbet deltog Henning Larsen, og han fik med tiden 2.41.22 en tiendeplads. På grund af en fejl fra officials løb Larsen i øvrigt en omgang for meget på Wembley som afslutning på løbet.
Endelig deltog Anne Iversen i højdespring, hvor hun med resultatet 1,50 m blev delt nummer ni af de nitten deltagere.

### Boksning
I bantamvægt deltog Erik Thastum, der kun opnåede én kamp, hvor han tabte til finnen Olavi Ouvinen på point. Svend Aage Sørensen i fjervægt tabte ligeledes i første kamp, hvor han blev pointbesejret af peruvianeren Pedro García. Weltervægteren Christian Christensen fik ligeledes kun en enkelt kamp, da han tabte på point til britiske Max Schacklady. I letsværvægt blev det også blot til én kamp for Erik Jensen, idet han tabte på point til amerikaneren Chuck Spieser.
Lidt bedre gik mellemvægteren Martin Hansen, der i første kamp besejrede norske Evert Johanson, som han knockoutede efter omkring et minuts boksning. I sin anden kamp mødte han den franske europamester Aimé-Josephe Escudie, som vandt på point.
Svend Wad i letvægt klarede sig bedst af de danske boksere, idet han opnåede bronzemedalje. Han vandt første kamp over indiske Gene Raymond, anden runde over uruguayanske Alberto Boullossa og tredje runde over irske Maxie McCullagh, alle tre kampe med pointsejr. I semifinalen blev det til et pointnederlag til den senere guldvinder, sydafrikaneren Gerald Dreyer. Kampen om bronzemedaljen blev ikke bokset, idet Wads modstander, amerikaneren Bud Smith ikke stillede op.

### Brydning
Alle danske brydere deltog i græsk-romersk brydning, hvor man deltog, indtil man havde opnået fem fejlpoint. Af danskerne klarede Christian Henrik Hansen i weltervægt sig bedst, da han fik bronzemedalje. I sin første kamp kastede han egyptiske Kemal Munir efter 8.14 minutter (0 fejlpoint), inden han tabte anden kamp til den senere guldvinder, svenske Gösta Andersson, med dommerstemmerne 3-0 (3 fejlpoint). I tredje runde blev det til en 3-0 sejr over norske Bjørn Cook (1 fejlpoint). I fjerde kamp skulle han undgå fejlpoint, og det lykkedes, da han kastede sin østrigske modstander Josef Schmidt efter 12.10 minutter. Dermed var Hansen sikker på mindst bronze. Det blev dog ikke til mere, da han i sin sidste kamp tabte til ungarske Miklós Szilvásy på fald efter 8.36 minutter.
I fluevægt deltog Svend Aage Thomsen, der tabte de to første kampe med 3-0 og dermed havde 6 fejlpoint og var ude. Thomsen tabte først til den senere guldvinder Pietro Lombardi fra Italien og derpå til den senere sølvvinder Kenan Olcay fra Tyrkiet.
Den rutinerede Abraham Kurland i letvægt vandt sin første kamp ved at kaste schweizeren Ambrosius Jauch efter 8.57 minutter, inden han tabte i anden runde tabte med 3-0 til Charif Damage fra Libanon (3 fejlpoint). Da han tabte i tredje runde til den svenske senere guldvinder, Gustav Freij, med 2-1 (2 fejlpoint), var han ude.
Erling Lauridsen deltog i letsværvægt og vandt sin første kamp over libaneseren Ibrahim Magoub med 3-0 (1 fejlpoint) og anden kamp over østrigske Peter Enzinger på kast efter 12.51 minutter (0 fejlpoint). I tredje kamp blev det til nederlag på 3-0 til den senere guldvinder, svenskeren Karl Erik Nilsson (3 fejlpoint), og et nederlag på kast efter 14.14 minutter i den følgende runde til finnen Kelpo Gröndahl (3 fejlpoint) betød afslutningen på Lauridsens deltagelse med en samlet sjetteplads.

### Cykling
Landevejsløbet fandt sted på ret flad 11,45 km lang rundstrækning i Windsor Great Park. Strækningen skulle gennemkøres 17 gange, hvilket gav en samlet længde på 194,63 km. Fra Danmark deltog Rudolf Rasmussen, Knud Erik Andersen, Kristian Petersen og Børge Saxild Nielsen. Reglerne foreskrev, at hvis en rytter blev overhalet med en omgang af de forreste, måtte han udgå. Det skete for Børge S. Nielsen få omgange før mål, efter at han to gange havde hjulpet sine holdkammerater ved at overlade dem slanger i forbindelse med punkteringer. Den slags hjælp fra andre ryttere var ikke tilladt, og Rasmussen blev diskvalificeret med den begrundelse i modsætning til Andersen, der fik lov til at fortsætte – muligvis fordi det ikke blev opdaget. Andersen og Petersen fuldførte begge løbet, men havde begge været hårdt ramt af punkteringer og sluttede som de to sidste af de 28 fuldførende ryttere, 21.44,6 minutter efter vinderen.
Det individuelle landevejsløb tjente ligeledes som basis for holdlandevejsløbet, hvor lande med fire ryttere deltog. De tre bedste af disse talte til holdkonkurrencen, og da to af de danske ryttere udgik undervejs i løbet, blev Danmark ikke placeret i holdkonkurrencen.
På banen opnåede Danmark sit bedste resultat, da Axel Schandorff fik bronze i sprint. Schandorff var på forhånd blandt favoritterne, og han vandt da også uden problemer sine første heats over henholdsvis Charles Bazzano fra Australien og Erich Welt fra Østrig. Fra kvartfinalen og frem blev der kørt bedst af tre afdelinger, og i kvartfinalen besejrede Schandorff amerikaneren Jack Heid med sejr i de to første afdelinger. I semifinalen måtte han dog se sig besejret af den senere guldvinder italieneren Mario Ghella efter to afdelinger. I kampen om bronzemedaljen vandt Schandorff igen over Bazzano efter sejr i de to første afdelinger.
Schandorff stillede også op i 1000 meter på tid, hvor han kørte på tiden 1.15,5 minutter, hvilket rakte til en femteplads, et halvt sekund fra bronzepladsen.
I holdforfølgelsesløbet deltog Danmark med Benny Schnoor, Max Jørgensen, Børge Gissel og Børge Mortensen. De besejrede i deres indledende heat Australien, men tabte derpå til Storbritannien i kvartfinalen.
Evan Klamer og Hans Andresen stillede op i 2000 meter på tandem og besejrede i det første heat Belgien, inden parret i kvartfinalen mødte de senere bronzevindere fra Frankrig og tabte med 1½ længde.

### Fodbold
Forud for deltagelsen i OL havde landsholdet indført nye træningsprincipper, idet DBU havde indset, at specielt holdets kondition var for ringe. Derfor havde man fået en atletiktræner til at forestå grundtræningen, hvilket skulle vise sig at give gevinst under OL-turneringen. Der blev spillet efter cupprincippet, og i første runde mødte Danmark Egypten på Selhurst Park. Danskerne havde forventet en nem sejr, men blev overrasket af et godt spillende egyptisk hold. Karl Aage Hansen scorede til 1-0 otte minutter før tid, men blot et minut senere udlignede egypterne, hvilket betød, at kampen skulle afgøres i ekstra tid. Her skulle man hen til næstsidste minut, før Danmark fik et straffespark, som Johannes Pløger udnyttede, og dermed var Danmark videre til kvartfinalen.
Her skulle holdet møde Italien på Highbury, og det blev en mindeværdig kamp, hvor danskerne vandt en bemærkelsesværdig sejr på 5-3 over de italienske favoritter. John Hansen blev kampens helt store spiller med fire mål, to på hovedstød og to med venstre ben. Det sidste mål blev scoret af Pløger. Den tilsyneladende sikre sejr blev dog først sikret inden for de sidste ti minutter, idet italienerne havde udlignet til 3-3 efter 81 minutter. Kampen fik den sideeffekt, at flere af de danske spillere efter OL-turneringen blev professionelle i Italien. Det gjaldt John Hansen, Johannes Pløger, Carl Aage Præst, Jørgen Leschly Sørensen, Ivan Jensen, Karl Aage Hansen (efter et år i Huddersfield Town) og Axel Pilmark.
I semifinalen mødte Danmark arvefjenden fra Sverige på Wembley Stadium, og her blev det til et nederlag på 4-2. Danmark stillede med samme hold som i kampen mod Italien, men Karl Aage Hansen var småskadet, hvilket var et stort handicap for holdet. Danmark kom ellers foran på et mål af Holger Seebach, men svenskerne fik med fire mål i første halvleg opbygget så stort et forspring, at danskerne ikke kunne hente det. John Hansens langskud i anden halvleg var derfor bare et trøstmål.
I kampen om bronze skulle Danmark møde værterne fra Storbritannien på Wembley. Danskerne vandt en komfortabel sejr over de britiske amatører. To mål af Carl Aage Præst, to af John Hansen samt ét af Jørgen Leschly Sørensen sikrede danskerne en sejr på 5-3 og bronzemedaljerne.

### Fægtning
I den eneste disciplin for kvinder, individuel fleuret, deltog Karen Lachmann for Danmark, og hun opnåede en sølvmedalje. I første runde vandt hun alle sine seks kampe, og i kvartfinalen vandt hun fire ud af fem kampe og vandt sin pulje, da hun havde modtaget færre træffere end ungareren Éva Kun, der ligeledes vandt fire kampe. I semifinalen blev Lachmann nummer to i sin pulje med tre sejre og to nederlag lige som britiske Mary Glen-Haig, der dog havde modtaget flest træffere af de to. I finalerunden lå Lachmann og ungarske Ilona Elek forrest med hver fem sejre og et nederlag, da de to skulle mødes i den afgørende kamp om OL-mesterskabet. Ungareren vandt efter en tæt kamp.
Også Grete Olsen og Kate Mahaut deltog i konkurrencen og vandt begge to kampe i første runde. I kvartfinalen tabte Mahaut alle sine kampe, mens Olsen vandt to og tabte tre. For begge de to fægtere var det ikke nok til at kvalificere sig til semifinalen.
I mændenes fleuret for hold vandt danskerne i indledende pulje over Holland med 9-5 og kvalificerede sig dermed til kvartfinalen. Den blev endestationen for holdet, der tabte til både Storbritannien og Belgien.
Individuelt kunne mændene ikke leve op til Lachmanns præstation hos kvinderne. Bedst klarede Ivan Ruben sig, idet han efter i sin indledende pulje at have vundet fem og tabt to kampe kvalificerede sig til kvartfinalen. Her vandt han fire kampe og tabte tre, hvilket var nok til at kvalificere til semifinalen. Med yderligere fire sejre og blot to nederlag var Ruben klar til finalerunden, men her vandt han blot en enkelt kamp og sluttede som nummer otte. Næstbedste dansker blev Aage Leidersdorff, der med seks sejre og to nederlag avancerede fra indledende runde til kvartfinalen, hvor han blot vandt to kampe og tabte fire og dermed var ude af turneringen. Den sidste danske deltager i disciplinen, Ole Albrechtsen, vandt tre og tabte tre kampe i indledende runde, hvilket akkurat ikke var nok til videre avancement.
I kårde for hold vandt danskerne i indledende runde over Mexico og Canada og var dermed i kvartfinalen. Her blev det til sejre over Egypten og Storbritannien samt nederlag til de senere olympiske mestre fra Frankrig. Dette gav adgang til semifinalen, hvor holdet sejrede over Belgien og Schweiz, men tabte igen til Frankrig. Resultatet gav billet til finalen, hvor det blev til tre nederlag og dermed en plads lige uden for medaljerækken som nummer fire.
Individuelt i kårdedisciplinen kunne de danske deltagere ikke leve op til den fine holdpræstation. Mogens Lüchow og Ib Nielsen blev begge elimineret i indledende runde efter henholdsvis to og tre sejre. René Dybkjær stillede ikke op på grund af sygdom.
I sabeldisciplinen stillede danskerne ikke op med et hold, men Leidersdorff, Ruben og Ivan Osiier deltog i den individuelle konkurrence. Leidersdorff klarede sig bedst og klarede sig med tre sejre og to nederlag i indledende runde til kvartfinalen. Her vandt han fem og tabte to kampe, hvilket gav adgang til semifinalen, der blev endestationen med lutter nederlag. Ruben og Osiier gik ikke videre fra indledende runde, idet de begge vandt to og tabte tre kampe.

### Gymnastik
Det mandlige gymnastikhold stillede op i holdkonkurrencen og opnåede en ottendeplads blandt de seksten deltagende lande. Bedste dansker blev Poul Erik Jessen, der med 214,30 point opnåede en delt 38. plads. Elkana Grønne kom lige efter med 213,50 point og blev nummer 45. Efter de obligatoriske øvelser lå Børge Minerth ellers bedst placeret af danskerne, men han fik en skade i det fri program, hvilket betød, at han endte nederst blandt danskerne som nummer 100. Skaden kan også have kostet holdet en plads, idet det lå som nummer syv efter det obligatoriske program.
Bedste resultat i en disciplin stod Grønne for, da han i gulvøvelser blev nummer fem med 37,65 point, blot et halvt point fra en bronzemedalje.

### Hockey
Danmarks hockeylandshold var i indledende runde i pulje med Pakistan, Holland, Frankrig og Belgien. Danmark opnåede 2-2 mod Frankrig, men tabte de øvrige kampe: 0-9 til Pakistan, 1-4 til Holland og 1-2 til Belgien. Dermed gik holdet ikke videre til semifinalerne.

### Kano og kajak
Danmark havde kun deltagere i kajakdisciplinerne, men deltog til gengæld i alle disse discipliner. Bedst af disse klarede den kvindelige deltager, Karen Hoff, sig, idet hun vandt guldmedalje i 500 meter enerkajak. I indledende runde vandt hun i sikker stil sit heat i den bedste tid af alle, og i finalen senere samme dag vandt hun med halvanden bådlængde til nummer to.
Det blev til yderligere to danske medaljer i denne sportsgren. Bernhard Jensen og Ejvind Hansen havde som Hoff vundet deres indledende heat i 1000 meter toerkajak, og i finalen lagde de sig straks i spidsen. På den tid skulle roerne ikke holde baner, så de øvrige kajakker lagde sig i læ bag danskerne – en ungarsk kajak lå endog så tæt på danskerne, at holdet blev diskvalificeret. Efter godt halvdelen af distancen satte svenskerne tempoet op, og to andre både fulgte med, hvilket gjorde, at danskerne faldt ned på fjerdepladsen. Men på de sidste 100 meter satte Jensen og Hansen en spurt ind, så de kom i mål blot to tiendedele efter de svenske vindere og opnåede dermed sølvmedalje.
En tredje danske medalje tilfaldt Frederik Kobberup Andersen i 1000 meter enerkajak. Som de to andre medaljevindere vandt han sit indledende heat i overlegen stil, men i finalen kunne han ikke stille noget op mod den svenske favorit, Gert Fredriksson, der vandt en sikker sejr med Andersen på andenpladsen.
På 10.000 meter distancen var der tretten deltagere, og der blev kun afholdt et finaleløb. Her deltog Knud Ditlevsen fra Danmark, som kun havde roet kajak siden 1945, og han opnåede en på den baggrund ganske imponerende fjerdeplads. I toerkajakken på 10.000 meter deltog Alfred Christensen og Finn Rasmussen, og også her var der kun et finaleløb. De to danskere opnåede lige som Ditlevsen en fjerdeplads.

### Ridning
Der var dansk deltagelse i to af de tre ridningsdiscipliner i såvel den individuelle konkurrence som holdkonkurrencen. I ridebanespringning deltog Otto Mønsted Acthon på hesten Please, Jeppe Johannes Ladegaard-Mikkelsen på Atom og Torben Tryde på Attila. Der var tale om tre relativt urutinerede ekvipager, og på en svær bane, der ydermere var tung og glat som følge af regn, måtte alle tre ekvipager udgå, inden de nåede gennem hele banen, som kun omkring halvdelen af alle deltagere formåede at gennemføre. Som følge af de tre ekvipagers diskvalifikation opnåede Danmark ingen placering i holdkonkurrencen, der i endnu højere grad end den individuelle konkurrence var ramt af de mange diskvalifikationer, idet blot tre lande fik alle deres ekvipager igennem.
I military deltog for Danmark Erik Carlsen på Esja, Kai Aage Krarup på Rollo og Niels Mikkelsen på St. Hans. Disse tre var mere rutinerede, og efter førstedagen med skoleridning lå de tre ekvipager pænt i stillingen, så Danmark lå på en samlet fjerdeplads. Andendagens udholdenhedsprøve gav så fine resultater, at det danske hold bragte sig i spidsen i holdkonkurrencen. På den tredje og sidste dag var der ridebanespringning på programmet, og her gik det galt for danskerne, idet Niels Mikkelsen blev diskvalificeret. Dette skyldtes ifølge den danske holdleder, ritmester Bonnesen, en procedurefejl fra arrangørerne, der i sidste øjeblik ændrede rækkefølgen af forhindringerne. Problemet gik også ud over andre ekvipager, men ikke blandt de, der havde medaljechance. Der blev nedlagt protest, men den blev ikke taget til følge. Med udgangspunkt i stillingen inden ridebanespringningen og præstationerne af de øvrige deltagere var det i høj grad muligt, at danskerne kunne have opnået medalje, muligvis endda af guld, hvis ikke denne procedurefejl var overgået Mikkelsen.
I den individuelle konkurrence blev Carlsen nummer seks og Krarup nummer fjorten.

### Roning
I rokonkurrencerne ved Henley-on-Thames deltog Danmark med seks både og opnåede stor succes, idet det sammen med Italien opnåede flest medaljer, i alt fire. Fireren med styrmand indledte med at besejre Norge overlegent i den indledende runde. Dernæst blev det en sejr over Portugal i kvartfinalen og over Ungarn i semifinalen. I finalen var båden dog de to konkurrenter underlegne og måtte nøjes med bronzemedaljen.
Toeren med styrmand blev i sit indledende heat nummer to og måtte igennem et opsamlingsheat, som de vandt sikkert. I semifinalen kom danskerne op mod Frankrig og vandt denne duel efter en god spurt til sidst. I finalen lagde danskerne sig bagest fra start, men omkring midtvejs i løbet satte de farten op og indhentede først den ungarske båd og efterfølgende den italienske. I mål var den danske båd to en halv længde foran den italienske, og dermed var guldmedaljen en realitet.
Fireren uden styrmand blev ligeledes nummer to i det indledende heat og måtte gennem opsamlingsheat mod Tjekkoslovakiet, som danskerne vandt. I semifinalen besejrede den danske båd Storbritannien og var klar til finalen. Her havde danskerne besvær med at holde den rigtige retning på grund af uroligt vand. De kunne ikke helt følge italienerne og kom i mål omkring en bådlængde efter på andenpladsen.
Dobbeltsculleren vandt sit indledende heat i sikker stil og tilsvarende semifinalen. I finalen blev båden generet af briterne i så voldsom grad, at danskerne måtte uden for afmærkningerne, hvorved Ebbe Parsner ramte en bøje, og danskerne tabte terræn. I mål var de blot en bådlængde efter briterne og fik sølvmedaljer.
Toeren uden styrmand blev sidst af tre både i sit indledende heat, men vandt efterfølgende sit opsamlingsheat og var dermed i semifinalen. Her blev det et knebent nederlag til italienerne og dermed en femteplads. Otteren blev i det indledende heat sidst af tre deltagere, og i opsamlingsheatet tabte båden knebent til Schweiz, hvorpå den var ude af konkurrencen med en samlet niendeplads.

### Sejlsport
I sejlsportskonkurrencerne, der blev afholdt ved Torquay, deltog Danmark i fire klasser. I seksmeterklassen var det båden Morena med Troels la Cour ved roret, der med placeringer som nummer 10, 5, 4, 11, 10, 10 og 8 endte på en samlet tiendeplads ud af de elleve deltagere. Morena var en en ældre båd og blev i første omgang kasseret ved opmålingerne før konkurrencen. For at få lov til at deltage måtte man skære et stykke af storsejlene, hvilket givetvis ikke forbedrede bådens muligheder.
I drageklassen, der for første gang var på det olympiske program, deltog Snap med William Berntsen ved roret og fik med placeringerne 3, 4, 3, 5, 2, 5 og 2 en samlet tredjeplads blandt de tolv deltagende både og dermed bronzemedaljer.
I swallowklassen, der var på det olympiske program for første og eneste gang ved disse lege, deltog No Name med Johan Rathje og Naalli Petersen, og med blandt andet en sejr i tredje sejlads endte parret på en femteplads blandt de fjorten deltagere.
Paul Elvstrøm debuterede ved disse lege som blot tyveårig, og i firefly'en vandt han olympisk guld for første gang. Han skulle ved de følgende lege vise sig at blive en olympisk legende, idet han vandt guldmedaljer ved fire olympiske lege i træk. Denne første gang startede skidt, idet han måtte udgå i allerførste sejlads. I de følgende fire sejladser blev han nummer 6, 3, 11 og 5, men med førstepladser i de to sidste sejladser og lidt held med hensyn til konkurrenternes præstationer fik han indhentet så meget, at guldmedaljen var sikret.

### Skydning
Der var relativt beskedne placeringer til de danske skytter ved legene. I pistolskydning over 25 meter deltog Axel Lerche, Charles Villholdt og Gregers Münter, som blev placeret som henholdsvis nummer 31, 41 og 51 af de 59 deltagere, idet de ramte ved siden af målet henholdsvis én, to og fire gange ud af tres.
I riffel over 300 meter deltog Gustaf Nielsen og Uffe Larsen. Nielsen blev nummer 19 med 1.057 point af 1.200 mulige, mens Larsen blev nummer 21 af 36 deltagere med 1.047 point.
I riffelskydning over 50 meter klarede de danske deltagere sig bedst, idet Gustaf Nielsen her blev nummer 11, Erik Sætter-Lassen nummer 31 og Børge Christensen nummer 42. Nielsen lå efter de første fire serier på en delt andenplads med 10 point i alle skud bortset fra en enkelt nier. I femte serie gik det imidlertid ikke så godt, og han opnåede her tre niere, og da sjette og sidste serie også gav en enkelt nier, sluttede han med 594 point med tre point op til bronzepladsen. Sætter-Lassen og Christensen opnåede henholdsvis 588 og 585 point.

### Svømning
De danske svømmere indkasserede i lighed med roerne fire medaljer, heraf to af guld og to af sølv, alle vundet af kvinder, idet der ikke deltog mandlige danske svømmere i legene. Der var på forhånd store forventninger til
kvinderne, der i flere forbindelser havde vist verdensklasse; således var Fritze Nathansen regerende verdensrekordholder på 100 yards rygcrawl samt europamester i 100 m fri i 1947, og Karen Margrethe Harup var tredobbelt europamester fra samme år.
I 100 m fri vandt Nathansen sit indledende heat i bedste tid af alle, mens Greta Andersen og Harup begge blev nummer to i deres heats og ligeledes var kvalificeret til semifinalerne. Her kom Nathansen og Andersen i samme heat og indtog de to første pladser med Andersen forrest i suverænt bedste tid, 1.05,9 minut, en tangering af den olympiske rekord. I det andet semifinaleheat blev Harup blot nummer fem, men da hendes tid var den ottendebedste, kom hun også med i finalen. Her klarede Nathansen sig ikke så godt og blev sidst, mens Harup opnåede en fjerdeplads. Til gengæld holdt Andersen sit niveau fra semifinalen og sejrede med 2/10 sekund foran amerikanske Ann Curtis.
Den blot sekstenårige Jytte Hansen deltog i 200 m brystsvømning og blev nummer to i sit indledende heat. I semifinalen opnåede hun en tredjeplads og dermed adgang til finalen. Her kom hun dog ind på en sidsteplads blandt de otte deltagere.
På 400 m distancen i fri svømning var Greta Andersen en af de store favoritter. Harup og Nathansen deltog også i denne disciplin og klarede sig videre til semifinalen som henholdsvis nummer et og tre i deres heats. Derimod var Andersen skidt svømmende, og efter omkring 250 m fik hun et ildebefindende og måtte reddes op af vandet af svømmere på bassinkanten. Hun var dog ikke mere medtaget, end hun allerede den følgende dag deltog i 4 x 100 m fri. Harup og Nathansen kvalificerede sig begge til finalen i 400 m, Harup med en ny heatsejr, mens Nathansen blev nummer tre. I finalen blev Harup nummer to efter Ann Curtis, der satte olympisk rekord; Nathansen blev nummer syv.
Harup var eneste danske deltager i 100 m rygcrawl. Hun vandt sit indledende heat i 1.15,7, hvilket var olympisk rekord, som hun forbedrede med en tiendedel sekund i semifinalen med en ny heatsejr. Finalen blev alle gode gange tre for Harup, der vandt guld og satte en ny olympisk rekord i tiden 1.14,4, halvandet sekund foran nummer to.
Med de gode individuelle præstationer var det danske hold i 4 x 100 m fri blandt de store favoritter. Her stillede elleve nationer op, og derfor var der ingen semifinaler, kun to indledende heats. Danskerne sparede Harup, der senere samme dag skulle svømme rygcrawl, så holdet bestod af Eva Arndt-Riise, Elvi Svendsen, Fritze Nathansen og Greta Andersen. Denne kvartet vandt sit heat i olympisk rekordtid 4.33,5 og var derfor i finalen. I finalen, der blev svømmet to dage senere, var Svendsen skiftet ud med Harup. På grund af Andersens ildebefindende nogle dage forinden ændrede man på rækkefølgen, så hun ikke svømmede den sidste tur. Rækkefølgen var Arndt-Riise, Harup, Andersen og Nathansen. Arndt-Riise var tredjehurtigst på førsteturen, mens Harup var hurtig nok til at bringe danskerne i spidsen. Andersen holdt denne placering, så Nathansen startede først på den sidste tur. Her havde amerikanerne imidlertid Curtis, for hvem det lykkedes at overhale Nathansen og sikre amerikanerne guldet i ny olympisk rekord. Danskerne måtte trods en markant forbedring af tiden fra indledende runde på 4.29,9 tage til takke med sølvmedaljerne.

### Udspring
Thomas Knud Christiansen var regerende europamester i udspring, men 3 meter vippen var ikke hans favorit. Han fik en dårlig start i den indledende runde, hvor han med 37,48 point blot lå på en femtendeplads efter et kiks i svanehop. Han sprang sig op i finalerunden og nåede en ottendeplads med 114,59 point.
I tårnspring var der størst forventninger til Christiansen. Igen kiksede han i indledende runde og igen i svanehop, så han lå på en niendeplads efter denne runde. Og igen hævede han niveauet i finalerunden, så han endte på en sjetteplads med 105,22 point.
Hos kvinderne deltog Birte Christoffersen, og hun var som Christiansen heller ikke bedst på 3 meter vippen. Også hun kiksede i indledende runde et svanehop, så hun lå på en syvendeplads med 41,51 point efter førstedagen. I finalen havde hun ligeledes uheld og nåede samlet 87,12 point, hvilket gav hende en niendeplads samlet.
Hun tog imidlertid revanche i tårnspring, hvor Christoffersen-Hanson i de seks spring i finalen (der var ingen indledende runde) endte på tredjepladsen og dermed hjemførte bronzemedaljen. Inden sidste spring var der både mulighed for guld og sølv, men de to konkurrenter, Vicki Draves og Patsy Elsener fra USA, var begge bedre end Christoffersen-Hanson og hjemførte de to bedste medaljer. Med 66,04 point var danskeren dog blot 0,24 point fra Elsener på andenpladsen, mens der var halvandet point ned til fjerdepladsen.

### Vægtløftning
Fire danskere deltog i vægtløftning og opnåede pæne resultater uden dog at være i nærheden af at tage medaljer. I fjervægt deltog Johan Runge, og hans opnåede 95 kg i stem (fjerdebedst af alle), 90 kg i træk og 120 kg i stød, hvilket gav ham en syvendeplads blandt de 23 deltagere.
I letvægt var den danske deltager Jørgen Fryd Petersen, som opnåede 97,5 kg i træk, 127,5 kg i stød og 90 kg i stem, hvilket gav en tiendeplads blandt 22 deltagere.
Jørgen Moritzen i mellemvægt led en krank skæbne, da han efter 87,5 kg i stem og 95 kg i træk i første forsøg måtte udgå, fordi hans skulder gik af led i hans andet forsøg.
Bedste resultat opnåede Niels Pedersen, der med 112,5 kg i træk, 155 kg i stød og 115 kg i stem opnåede en samlet sjetteplads i sværvægt.